# Deutscher Kälte- und Klimatechnischer Verein
Der Deutsche Kälte- und Klimatechnische Verein  (DKV) ist der deutsche technisch-wissenschaftliche Verein für den Bereich der Kälte-,
Klima- und Wärmepumpentechnik. Dieser wurde 1909 in Berlin gegründet, ist gemeinnützig und hat nach eigenen Angaben ca. 1.530 Mitglieder im In- und  Ausland. Der Verein stellt das technisch-wissenschaftliche Forum für die gesamte Branche dar.

## Tätigkeit
Bezirks- und Unterbezirksvereine sowie Studentengruppen veranstalten im gesamten Bundesgebiet Vorträge über aktuelle Themen. Die bisher 120 Veranstaltungen im Bundesgebiet wurden von 2.500 Gästen und Mitgliedern besucht.
Jährlich findet die Deutsche Kälte- und Klima-Tagung (auch DKV-Tagung) statt, bei der der Stand der Technik, neueste Entwicklungen und Forschungsergebnisse dargestellt sowie politische Randbedingungen erläutert und diskutiert werden. An der Tagung mit etwa 100 Vorträgen nehmen etwa 600 Personen teil. Die nächste DKV-Tagung ist für November 2020 in Magdeburg geplant.
Der Verein ist Mitglied und vertritt Deutschland im International Institute of Refrigeration (IIR) mit Sitz in Paris. Er ist zudem Mitglied des Deutschen Verbandes Technisch-Wissenschaftlicher Vereine (DVT) und assoziiertes Mitglied in der American Society of Heating, Refrigerating and Air-Conditioning Engineers (ASHRAE). Bei der nationalen Umsetzung des Montrealer und des Kyoto-Protokolls wirkt der DKV mit.

## Veröffentlichungen
- Forschungs- und Statusberichte
- jährliche Tagungsberichte (seit 1974)
- Kältemaschinenregeln und Arbeitsblätter
- Mitgliederzeitschrift "DKV aktuell"

## Geschichte
Der Verein wurde 1909 als „Deutscher Kälteverein“ in Berlin gegründet. Gründungsvorsitzender war Carl von Linde. 1939 wurde der Deutsche Kälteverein in die „Arbeitsgemeinschaft Kältetechnik“ des Vereins Deutscher Ingenieure (VDI) umgewandelt. Auf Anregung von Rudolf Plank wurde der Verein 1947 als „Deutscher Kältetechnischer Verein“ neu gegründet. Die Umbenennung in die aktuelle Vereinsbezeichnung „Deutscher Kälte- und Klimatechnischer Verein“ erfolgte 1973.